# 久米宏のテレビってヤツは!?
『久米宏のテレビってヤツは!?』（くめひろしのテレビってやつは）は、2008年10月22日から2009年3月11日まで、TBS系列で毎週水曜日22:00 - 22:54（日本標準時）に放送された毎日放送（MBSテレビ）製作の情報・トーク番組である。通称「テレビってヤツは!?」、略称「テレヤツ」。久米宏の冠番組。ハイビジョン制作。

## 概要
司会の久米にとって、3年ぶりのテレビレギュラー番組であり、在阪放送局制作番組の初のレギュラー出演でもあった。「テレヤツカフェ」という架空のカフェ風のセットを舞台に、毎回ゲストとくつろぎながらのトークが展開された。
久米によれば、自身が土曜日午後にパーソナリティーを担当しているラジオ番組『久米宏 ラジオなんですけど』（TBSラジオ制作、北海道放送・山陽放送でも同時ネット）の姉妹番組のような存在として本番組を位置付けていた。テレビ番組や映画などのカルチャーについて久米が鋭く批評するスタイルの『ラジオなんですけど』に対し、本番組ではここ数年の日本・世界情勢について、様々な分野の専門家や時の人・話題の人物に久米が鋭く迫るインタビューを中心軸に据えていた。このような番組内容から、情報番組の体裁を採りつつも実質的にはニュース・報道系に軸足を置いたスタイルとなっていた。
番組開始当初は一週間に起こった話題を3つ程取り上げる構成で番組が進行されることが多かった。後期は、開始当初からの番組構成に留まらず、話題の人物をゲストに迎え、その人にまつわる話題を据えたり、1時間通して一つのテーマでトークを繰り広げたり、などのマイナーチェンジが図られた。
2009年3月11日の最終回は、『今夜は超豪華総決算! 久米宏のテレビってヤツばっかり!?』とのタイトルで、21:00 - 22:48の2時間枠で放送され、ステレオ放送が実施された。

## 出演者
司会
- 久米宏（フリーアナウンサー）
- 八木亜希子（フリーアナウンサー・元フジテレビアナウンサー）

ナレーション
- 田子千尋
- 杉本るみ

## 主題歌
エンディングテーマ
- 「イフ・アイ・ワー・ア・ボーイ」:ビヨンセ（2008年10月 - 12月）
- 「大切にするからね」：風味堂（2009年1月 - 3月）

## スタッフ
- ディレクター：福岡元啓、大熊一郎、板倉裕司、塚本恭史、浅井理映
- 構成：都築浩、橋克弘、野尻靖之、そーたに
- 技術：IMAGICA
- TD：北村隆治
- TM：横澤正己
- SW：須田庫次
- CAM：柳澤京、大畑正人
- VE：加藤信之
- VTR：渡辺幸範
- スタジオCG：武村吉雄
- 照明：本多典史
- 音声：鈴木一長、尾崎宗弘
- CG：リンクス、PDIC
- リサーチ：ビスポ（野村直子、小林加奈）
- 音楽効果：白根沢修
- TK：西岡八生子
- 編集：二宮嘉郎（IMAGICA）、辻泰治（麻布プラザ）
- ロケ技術：ベイシス
- 宣伝：石田敦子
- デスク：前田真希
- チーフAD：中松謙介
- アシスタントディレクター：鈴木祐馬、西山和利、眞方良忠、藤巻香織、羽田野晃男、杉浦覇季
- アシスタントプロデューサー：村橋直樹
- 協力プロデューサー：文分曜子
- プロデューサー：滝川均、日枝広道
- チーフプロデューサー：中野伸二、井口高志、こもだ義邦
- 監修：秋元康
- 制作：オフィス・トゥー・ワン
- 製作著作：毎日放送